# クラフトフーズ
現行のクラフトフーズ（Kraft Foods、正式名称はクラフトフーズグループ(Kraft Foods Group, Inc.))は、2012年に旧クラフトフーヅ（Kraft Foods Inc.、現在のモンデリーズ・インターナショナル）から分離されて設立された、アメリカ合衆国の食品製造のコングロマリットである。2015年にハインツとの経営統合によりクラフト・ハインツが形成され、クラフトフーズはその事業部となった。イリノイ州シカゴに本部を置く。

## 歴史

### クラフトフーズグループの分社化
2011年8月、クラフトフーヅ・インク（以下、「旧クラフトフーヅ」）は、製菓部門とその他の食品部門の2つの会社に分割する計画を発表した。
2012年10月1日、旧クラフトフーヅは食品事業を新会社「クラフトフーズグループ」(Kraft Foods Group)として分社化した。製菓事業のみになった旧クラフトフーヅは、モンデリーズ・インターナショナル(Mondelēz International, Inc.)に改称した。

### ハインツとの経営統合
2015年3月25日、クラフトフーズグループはハインツとの経営統合を発表した。この経営統合は、ハインツの株式を保有するバークシャー・ハサウェイと3Gキャピタルの主導で行われたものである。経営統合は2015年7月2日に完了し、クラフト・ハインツは世界第5位の食品メーカーとなった。

## ブランド

クラフトのかつてのロゴ。今も一部の商品で使用されている。

クラフトフーズの主要製品は、飲料、チーズ、乳製品、スナック菓子、インスタント食品である。クラフトフーズの主なブランドには、以下のものがある。
- A.1.ソース（英語版） (A.1. Sauce)
- ボカ・バーガー（英語版） (Boca Burger)
- カプリサン (Capri Sun)（カプリソーネのライセンス生産）
- クラウセン・ピクルス（英語版） (Claussen pickles)
- ゲバリア (Gevalia)
- グレイ・プーポン（英語版） (Grey Poupon)
- ホースメン (Horsemen)
- ジェロー (Jell-O)
- クール・エイド (Kool-Aid)
- クラフト (Kraft) - クラフトディナー（英語版）、クラフトシングルス（英語版）、クラフトマヨ（英語版）など
- マクスウェル・ハウス（英語版） (Maxwell House)
- オスカー・マイヤー (Oscar Mayer)
- フィラデルフィア・クリームチーズ (Philadelphia Cream Cheese)
- ブルズアイ・バーベキュー・ソース（英語版） (Bull's-Eye Barbecue Sauce)
- セブン・シーズ (Seven Seas)[13][14]
- ベルビータ（英語版） (Velveeta)

## スポンサー
クラフトフーズは、メジャーリーグサッカー(MLS)とナショナルホッケーリーグ(NHL)の公式パートナーでありスポンサーである。
クラフトフーズは、2002年から2014年まで、ゴルフ女子メジャー選手権の一つである「クラフト・ナビスコ選手権」（現 ANAインスピレーション）のスポンサーを務めていた。また、2010年から2012年まで、カレッジフットボールのボウル・ゲームである「クラフト・ファイト・ハンガー・ボウル」（現 サンフランシスコ・ボウル）のスポンサーを務めた。

## 論争
2013年、フードブロガーで活動家のヴァニ・ハリー(Vani Hari)とブロガーのリサ・リーク(Lisa Leake)は、クラフトフーズに対して、同社のマカロニ・アンド・チーズ製品から着色料のYellow5（タートラジン）とYellow6（サンセットイエローFCF）を除去するように求める署名活動を開始した。2013年4月、2人は27万人分の署名をシカゴのクラフトフーズ本社に提出し、マカロニ・アンド・チーズのレシピを変更するように求めた。2013年10月、クラフトフーズは、子供向けとして販売されるマカロニ・アンド・チーズからは人工着色料を除去するが、それ以外の製品からは除去しないと発表した。
2017年、『ニューヨーク・タイムズ』紙は、クラフトフーズのマカロニ・アンド・チーズ製品から、内分泌攪乱物質とされるフタル酸エステルが検出されたと報道した。